# Marieberg (Örebro)
Pour les articles homonymes, voir Marieberg.
Marieberg est une localité de la commune d'Örebro, en Suède. 1 181 habitants y vivent. Elle se situe à 9 km d'Örebro.